# Antônio Benedicto de Santa Bárbara
Antônio Benedicto de Santa Bárbara ou Mestre Santa Bárbara (Mariana, 1811 — Mercês (MG), 1900) foi um escultor e entalhador brasileiro.

## Biografia
Antônio Benedicto de Santa Bárbara, Mulato, era filho do pintor Francisco das Chagas de Jesus e da escrava Maria das Virgens. Foi aprendiz do pintor Francisco Xavier Carneiro e de escultura e entalhe de Vicente Fernandes Pinto, atuando na Igreja Matriz de Passagem, distrito de Mariana. Nesta Igreja estão suas primeiras obras. Mudou-se para Mercês, distrito de Rio Pomba, no ano de 1846, passando a esculpir imagens e entalhar retábulos na região, onde veio a falecer em 1900. Possui obras nas principais Igrejas da Zona da Mata. A maioria de suas imagens são imagens procecionais como Senhor dos Passos e Nossa Senhora das Dores (de vestir) e Senhor Morto (talha inteira).

## Obra
IMAGENS DOCUMENTADAS:
- Imagem de São Miguel, na Igreja Matriz de Juiz de Fora (DESAPARECIDA).[2][3]
- Retábulos laterais da Igreja Matriz do Senhor do Bomfim em Aracitaba - MG.
- Imagem do Senhor dos Passos, Senhoro Morto e Nossa Senhora das Dores de Rio Pomba.
- Imagem do Senhor dos Passos, Senhoro Morto e Nossa Senhora das Dores de Piau.
- Imagem do Senhor dos Passos, Senhoro Morto e Nossa Senhora das Dores de Tabuleiro.
- Imagem Senhor dos Passos, Senhoro Morto e Nossa Senhora das Dores, Nossa Senhora da Conceição e Nossa Senhora do Rosário de Mercês - MG.
- Imagem de Sant'Anna Mestra, São João Evangelista, Nossa Senhora do Rosário, Senhor dos Passos, Nossa Senhora das Dores e Santa Bárbara, em Aracitaba - MG.